# Laguna Park (Teksas)
Laguna Park je naseljeno mjesto za statističke potrebe u američkoj saveznoj državi Teksas. Prema popisu stanovništva iz 2010. u njemu je živjelo 1.276 stanovnika.